# Bełżec (Lublin)
Pour les articles homonymes, voir Bełżec.
Bełżec  (prononciation [ˈbɛu̯ʐɛt͡s]) est un village du powiat de Tomaszów Lubelski, dans la voïvodie de Lublin, situé dans l'est de la Pologne. Il est le siège administratif de la gmina rurale de Bełżec.

## Géographie
Bełżec se situe à environ 8 kilomètres à l'est de Tomaszów Lubelski, siège du powiat, et 114 kilomètres au sud-est de Lublin, chef-lieu de la voïvodie.

## Histoire
Au cours de la Seconde Guerre mondiale, les nazis édifièrent le camp d'extermination de Bełżec ; celui-ci fut en activité de mars à décembre 1942 ; au cours de ces dix mois, 450 000 à 600 000 personnes, quasiment toutes juives, y furent gazées.

## Administration
De 1975 à 1998, le village est attaché administrativement à l'ancienne voïvodie de Zamość.

Depuis 1999, il fait partie de la nouvelle voïvodie de Lublin.

## Démographie
La population de Bełżec s'élevait en 2006 à 2 723 habitants.

## Galerie
Quelques vues de Bełżec

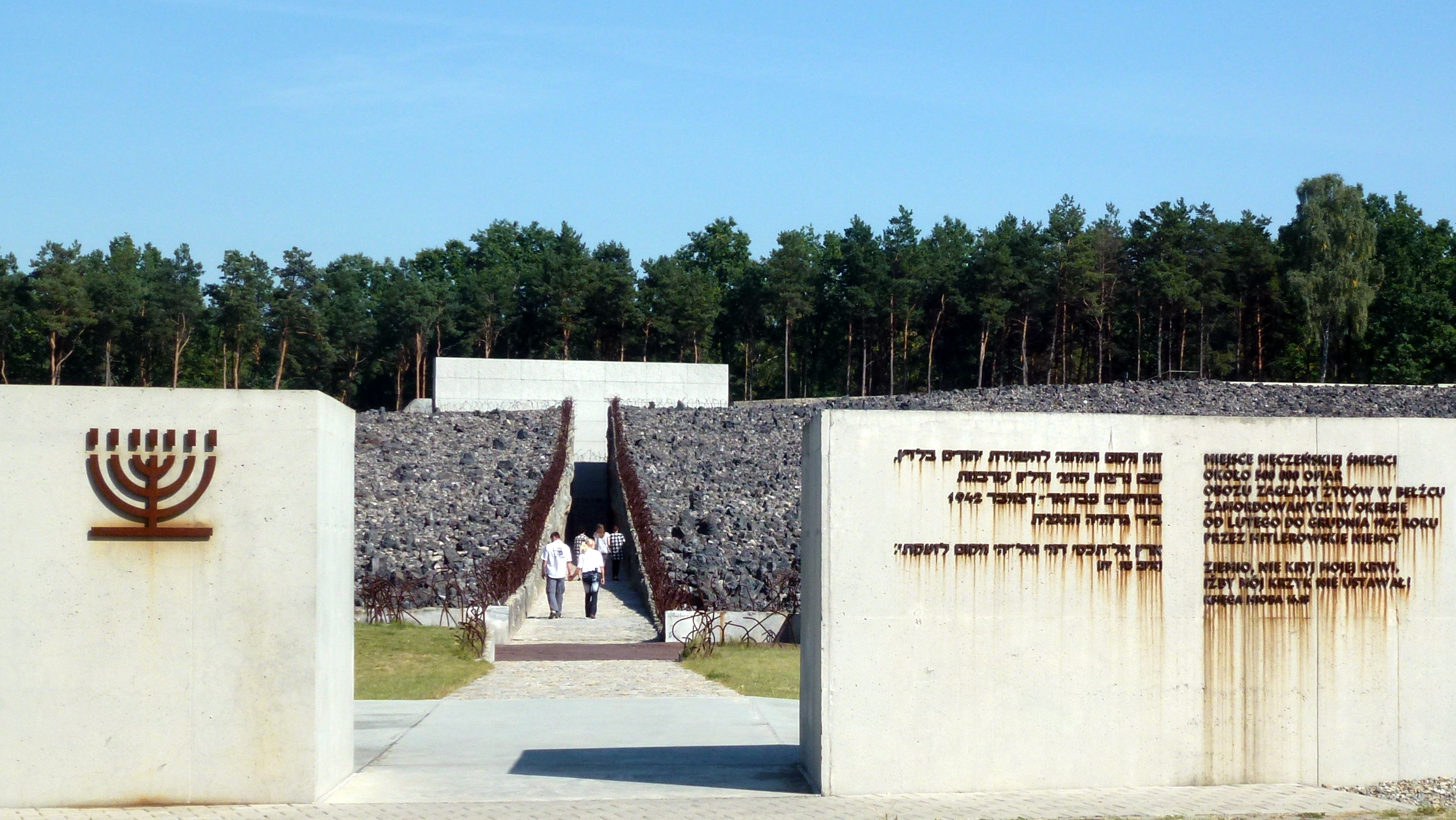
Le mémorial du camp d'extermination
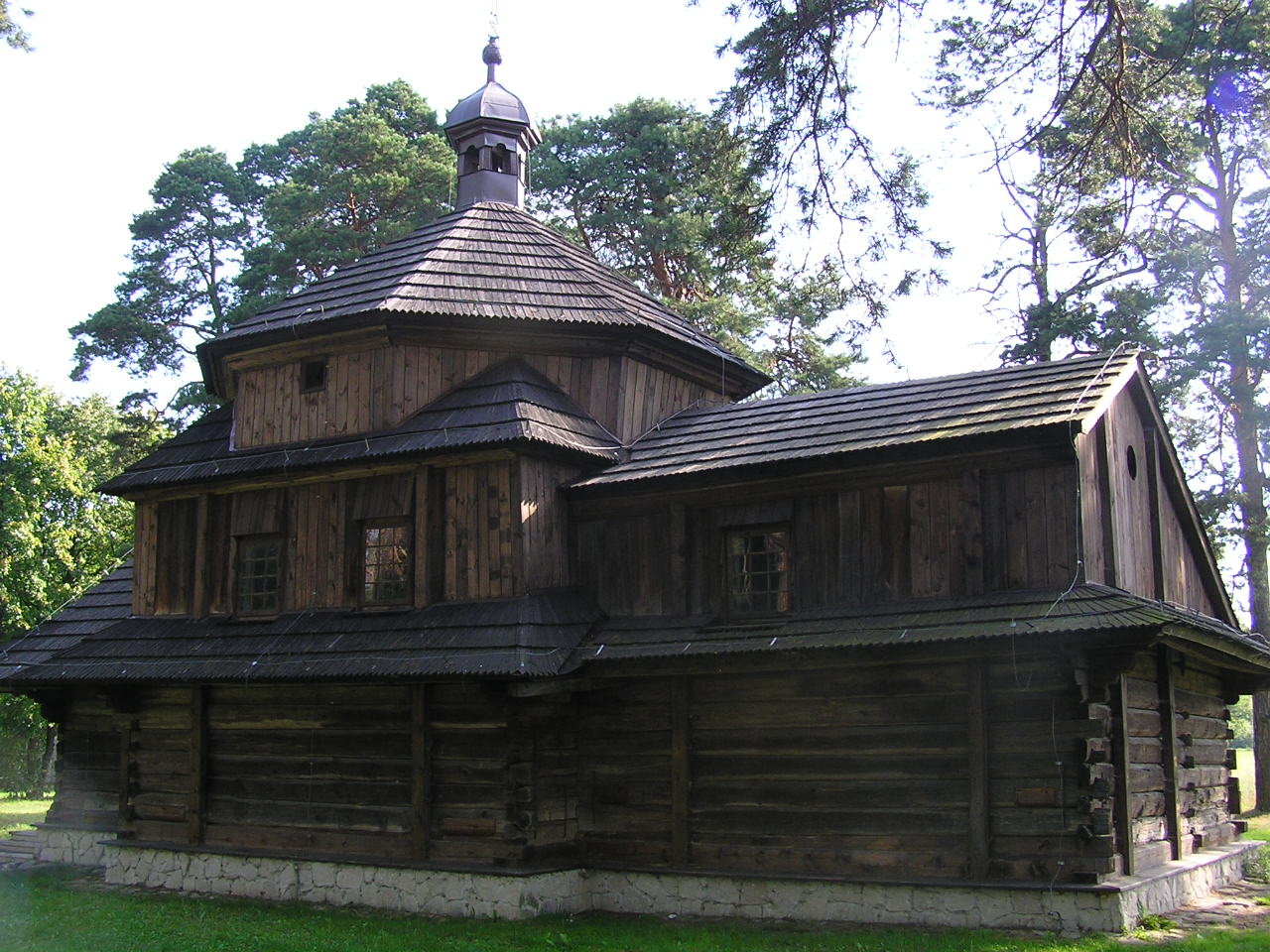
L'église orthodoxe Saint-Basile
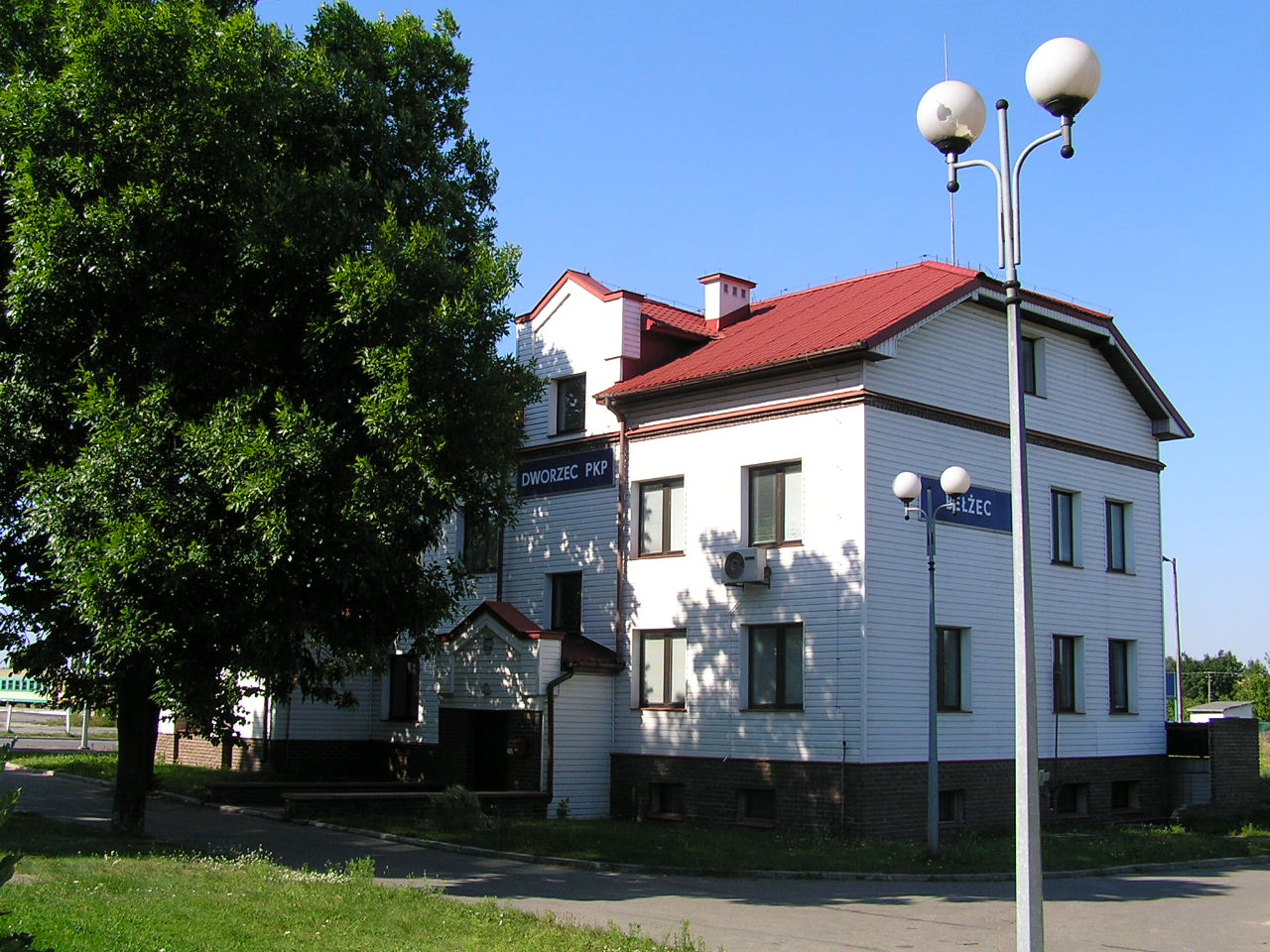
La gare ferroviaire
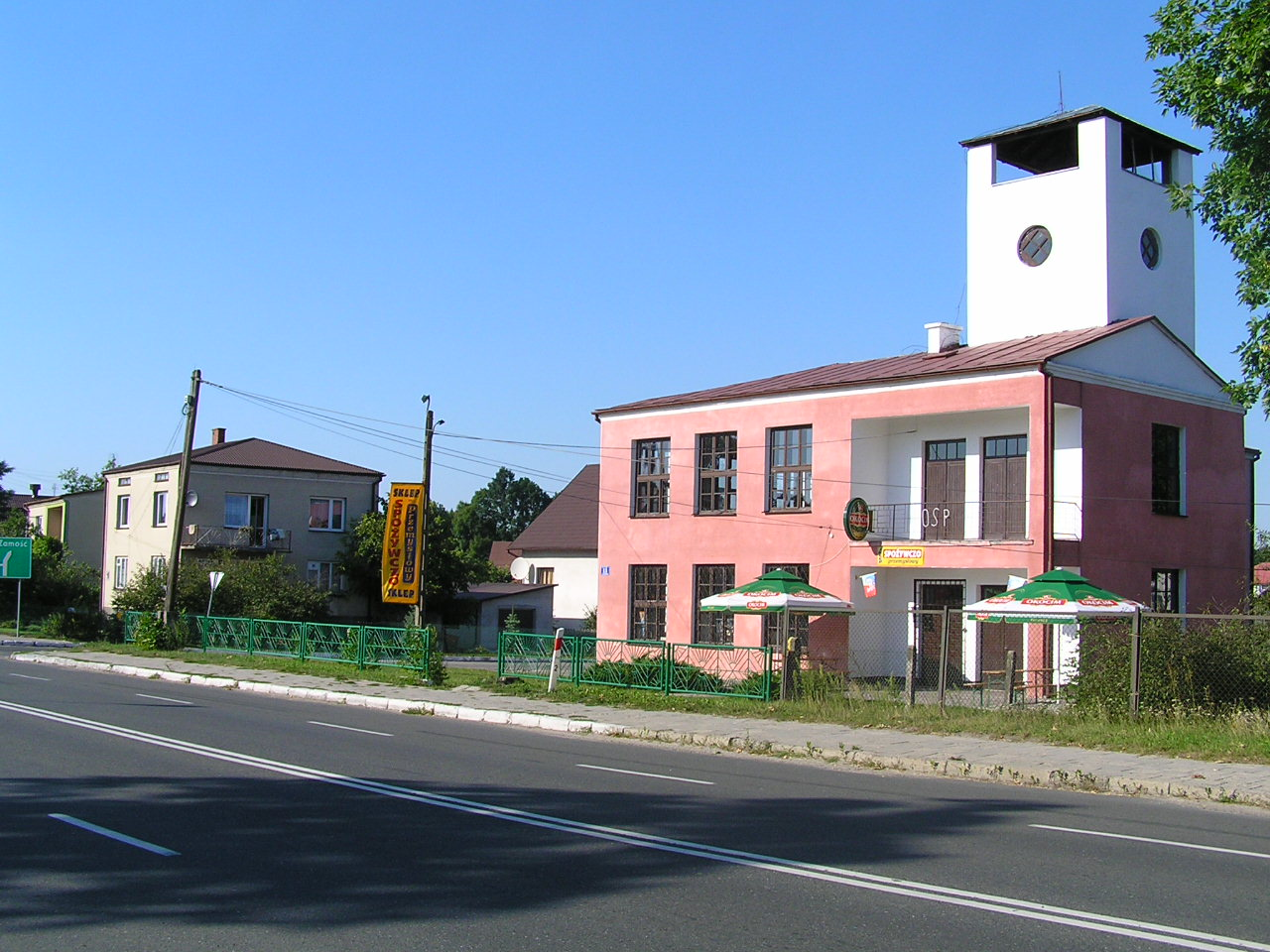
La caserne de pompiers